# Da Eternidade
Da Eternidade é o segundo álbum ao vivo da cantora brasileira Fernanda Brum, lançado pela MK Music em 2015. O projeto foi gravado na nova tenda da Igreja Batista Central, na Barra da Tijuca, no Rio de Janeiro. A capa do álbum foi produzida pela Quartel Design.
O disco recebeu, em grande maioria, críticas negativas da mídia especializada. Apesar disso, venceu o Grammy Latino de Melhor Álbum de Música Cristã (Língua Portuguesa).
Em Janeiro 2023, Fernanda Brum foi homenageada em um culto pela Agência Brum, recebendo das mãos de sua amiga Eyshila o certificado de discos de Platina, por cerca de 100 mil copias físicas vendidas, Platina duplo e Triplo por mais de 125 Milhões de Streamings e download digitais, e Diamante, por mais de 150 Milhões de Streamings. Consolidando assim o grande sucesso do álbum.

## Antecedentes
O evento que captou instrumentos, voz e ministrações para o álbum foi realizado nos dias 05 e 6 de setembro de 2014 na nova tenda da Igreja Batista Central da Barra da Tijuca, no Rio de Janeiro.
“O fluir de Deus aconteceu de uma maneira natural nessas noites. As portas do céu estavam abertas. E o CD está cheio de surpresas, de mensagens fortes. É um álbum de adoração profunda, que o Brasil inteiro irá conhecer”, comentou a cantora.

## Projeto gráfico
A cantora apresentou a capa do álbum, e publicou uma espécie de estudo sobre a escolha da identidade visual do CD. Em sua página no Facebook, Fernanda disse que a escolha aconteceu após ela e a equipe de produção orarem e conversarem a respeito. Nessa postagem, disse que "A Lemniscata (este é comumente o nome dado na matemática ao símbolo do infinito) é um símbolo universalmente difundido, todos entendem o seu significado, não há controvérsia".

## Recepção da crítica
| Críticas profissionais | Críticas profissionais |
| Avaliações da crítica  | Avaliações da crítica  |
| Fonte                  | Avaliação              |
| ---------------------- | ---------------------- |
| O Propagador           | [ 5 ]                  |
| Super Gospel           | (desfavorável)         |
| Casa Gospel            | [ 7 ]                  |

Da Eternidade recebeu críticas negativas da mídia especializada. Thiago Junio, do O Propagador afirmou que as interpretações vocais de Fernanda Brum deixaram a desejar, e que o disco não imprime a identidade musical da cantora. O portal Super Gospel, por sua vez definiu o disco como "uma tentativa parcialmente frustrada em emular a sonoridade alcançada em Apenas um Toque", afirmando que trata-se de um projeto mediano, com erros crassos na produção musical. Philipe Daniel, do Casa Gospel, afirmou que "Da Eternidade é exatamente o filme indie que você não espera ver em uma produção Hollywoodiana", declarando que o registro foi decepcionante.

## Faixas
| N.º | Título                                      | Compositor(es)                                                        | Duração |  |
| 1.  | "Efésios"                                   | Kleber Lucas                                                          | 4:29    |  |
| 2.  | "Som do Meu Amado"                          | Davi de Moura                                                         | 4:12    |  |
| 3.  | "Da Eternidade"                             | Fernanda Brum e Emerson Pinheiro                                      | 4:03    |  |
| 4.  | "Troféu"                                    | Anderson Freire                                                       | 4:32    |  |
| 5.  | "Suas Digitais"                             | Anderson Freire                                                       | 4:50    |  |
| 6.  | "Minha Oferta (part. André Leono)"          | Junior Maciel e Josias Teixeira                                       | 4:19    |  |
| 7.  | "Deus Está Me Construindo"                  | Junior Maciel e Josias Teixeira                                       | 4:19    |  |
| 8.  | "Santo (Holy)"                              | Matt Gilman / Mindy E. Dicken / Seth Yates / (Versão - Fernanda Brum) | 4:44    |  |
| 9.  | "Ministração"                               |                                                                       | 2:00    |  |
| 10. | "O Que Sua Glória Fez Comigo"               | J. Edward Moon                                                        | 6:39    |  |
| 11. | "Pai dos Orfãos (Father of The Fatherless)" | Jason Upton (Versão - Fernanda Brum)                                  | 5:32    |  |
| 12. | "Em Tua Presença (In Your Presence)"        | Jason Upton (Versão - Fernanda Brum)                                  | 5:31    |  |
| 13. | "Alguém Vai Me Ouvir"                       | Fernanda Brum e Luiz Arcanjo                                          | 5:33    |  |
| 14. | "Faz Brilhar / Brilha Jesus"                | Emerson Pinheiro e Klênio / Domínio Público                           | 5:27    |  |

## Videoclipes
| Música                      | Direção        | Produção                    | Lançamento              |
| --------------------------- | -------------- | --------------------------- | ----------------------- |
| O Que Sua Glória Fez Comigo | Felipe Arcanjo | MK Music                    | 23 de julho de 2015     |
| Efésios                     | Thiago Makie   | BME (Boston Media Emporium) | 17 de novembro de 2015  |
| Deus Está me Construindo    | Filipe Dias    | Bend Filmes                 | 24 de fevereiro de 2016 |

## Prêmios e indicações
Grammy Latino
| Ano  | Categoria                                                          | Trabalho      | Resultado |
| ---- | ------------------------------------------------------------------ | ------------- | --------- |
| 2016 | Grammy Latino de Melhor Álbum de Música Cristã (língua portuguesa) | Da Eternidade | Venceu    |

Troféu de Ouro
| Ano  | Categoria             | Trabalho      | Resultado |
| ---- | --------------------- | ------------- | --------- |
| 2015 | Melhor Álbum Nacional | Da Eternidade | Indicado  |
| 2016 | Melhor Videoclipe     | Efésios       | Indicado  |

Troféu Gerando Salvação
| Ano  | Categoria       | Trabalho                    | Resultado |
| ---- | --------------- | --------------------------- | --------- |
| 2016 | Música Chiclete | O Que Sua Glória Fez Comigo | Indicado  |
| 2016 | Música do Ano   | O Que Sua Glória Fez Comigo | Indicado  |
| 2016 | Álbum do Ano    | Da Eternidade               | Indicado  |

## Histórico de lançamento
| Região | Data                  | Formato             | Gravadora |
| ------ | --------------------- | ------------------- | --------- |
| Brasil | 16 de janeiro de 2015 | CD download digital | MK Music  |